# Премія Едгара Вілсона
Пре́мія Е́дгара Ві́лсона — це щорічна міжнародна нагорода, заснована в 1998 році, яка складається з грошової винагороди та пам'ятної дошки, яка щорічно призначається аматорам-відкривачам комет. Нагородою керує Смітсонівська астрофізична обсерваторія (SAO) через Центральне бюро астрономічних телеграм (CBAT) Міжнародного астрономічного союзу (IAU).

## Історія
Вілсон був американським бізнесменом, який жив у Лексінгтоні, штат Кентуккі, і мав великий інтерес до астрономії до своєї смерті в 1976 році. Після його смерті в 1976 році було створено Благодійний трастовий фонд Едгара Вілсона, і нагороди були розподілені відповідно до умов його заповіту.

## Положення про премію
Щороку нагорода розподіляється між астрономами-аматорами, які протягом цього року, використовуючи аматорське обладнання, відкривають одну або кілька нових комет. Річна загальна винагорода становить близько 20 000 доларів США, але коливається з року в рік. У будь-який рік, коли немає відповідних першовідкривачів, CBAT присуджує нагороду астрономам-аматорам, яких він вважає «зробили найбільший внесок у розвиток інтересу до вивчення комет». Співробітники SAO, пов'язані з CBAT, члени CSBN, а також члени їхніх найближчих родин не мають права на нагороду. Премія Едгара Вільсона є міжнародною за масштабом, і громадяни жодної країни не виключаються з розгляду.